# Mürblinge
|  | Dieser Artikel wurde aufgrund von formalen oder inhaltlichen Mängeln in der Qualitätssicherung Biologie im Abschnitt „Mykologie“ zur Verbesserung eingetragen. Dies geschieht, um die Qualität der Biologie-Artikel auf ein akzeptables Niveau zu bringen. Bitte hilf mit, diesen Artikel zu verbessern! Artikel, die nicht signifikant verbessert werden, können gegebenenfalls gelöscht werden. Lies dazu auch die näheren Informationen in den Mindestanforderungen an Biologie-Artikel. Begründung: Seit Entstehung kaum bearbeitet. Sehr spärlich in allen Bereichen. Kaum Quellen. Artenliste fehlt. |

Die Mürblinge oder Faserlinge (Psathyrella) sind eine Pilzgattung aus der Familie der Mürblingsverwandten. Die Arten sind für Pilzsammler in der Regel uninteressant und schwer zu bestimmen, jedoch teils sehr häufig. Üblicherweise wird die Gattung den sogenannten Little brown mushrooms zugeordnet und gilt als deren archetypischer Vertreter.

## Merkmale

### Makroskopische Merkmale
Der oftmals hygrophane Hut ist anfangs glockig, der Rand ist niemals eingerollt. Der Hut sitzt immer mittig auf dem Stiel. Dieser ist gut abbrechbar. Die Lamellen sind meist frei oder angewachsen und nicht scheckig. Das Sporenpulver ist dunkel, in der Regel schwarz oder zumindest braun gefärbt.
Zur Unterscheidung der einzelnen Arten sind die bei jüngeren Fruchtkörper-Exemplaren noch lebhaftere Farbe, eventuelle Hygrophanität sowie Reste einer eventuell vorhandenen Teilhülle oft besonders hilfreich.

### Mikroskopische Merkmale
sind oft entscheidend für die Unterscheidung der äußerlich recht ähnlichen Mürblingsarten.
Die Sporen besitzen eine glatte Oberfläche mit einem deutlichen Keimporus.

## Gattungsabgrenzung
Mürblinge unterscheiden sich von Düngerlingen (Panaeolus) in der Regel durch in konzentrierter Schwefelsäure verblassende Sporen.
Bei Vertretern der Gattungen Coprinellus und Coprinopsis verdauen sich die Hüte der Fruchtkörper selbst.
Eine weitere ähnliche Gattung ist Coprinus.

## Ökologie
Die Mürblinge ernähren sich sämtlich saprophytisch.

## Geschichte
Die heutige Gruppe wurde 1838 von Elias Magnus Fries als Tribus seiner allumfassenden Gattung Agaricus etabliert und 1872 von Lucien Quélet zum Rang einer Gattung erhoben.
Der Name leitet sich als Diminutiv von Psathyra von dem griechischen Wort psathuros (ψαθυρος) ab, das „bratbar“ bedeutet.